# Рачани
Рачани је назив многобројних преписивача српских православних књига с краја 17. и почетка 18. века, који су потекли из манастира Рача. Након велике сеобе Срба под патријархом Арсенијем Чарнојевићем, прешли су у Сентандреју, Угарска, а потом у манастир Беочин. Најпознатији међу њима били су Јеротеј Рачанин, писац првог путописа (описао своје путовање до Јерусалима), и Кипријан Рачанин, један од најобразованијих монаха, проповедник на народном језику и писац Буквара словенских писмена, уз који је дао и први поетички текст српске књижевности. Један од његових следбеника био је и Гаврил Стефановић Венцловић.